# Senti questa chitarra/Tu sei al buio
Senti questa chitarra/Tu sei al buio è l'unico singolo de I Chewing Gum pubblicato nel 1968 da RCA Talent in formato 7" con numero di catalogo TL 5.

## Tracce
1. Senti questa chitarra (Schipa, Flavio Cucchi)
2. Tu sei al buio (Enzo Manno, Flavio Cucchi)

## Formazione
- Flavio Cucchi: chitarra solista, voce
- Silvano Manno: chitarra ritmica, voce
- Richard Ursillo: basso, voce
- Enzo Manno: batteria